# Коста Ф. Ковачевић
Коста Ф. Ковачевић (Београд, 27. април 1862 — Београд, 24. август 1903) био је српски географ, професор и директор српских гимназија у Скопљу, Битољу и Солуну.

## Биографија
Основну школу, гимназију и Историјско-филолошки одсек Филозофског факултета Велике школе завршио је у Београду. По струци је био географ.
По завршетку студија радио је у Нижој гимназији у Параћину (1884), Зајечару (1886–1888) и Крагујевцу (1889). Године 1892. одлази на стручно усавршавање у Беч, а затим је предавао у Трећој београдској гимназији. Професор Прве мушке гимназије био је 1893, а затим предавач у Лозници, Другој мушкој гимназији (1894–1897) и Државној трговачкој школи у Београду.
Поред земљописа предавао је и немачки, српски, старословенски, литерарне облике, историју српске литературе, моралне поуке.
Дужност директора српских гимназија обављао је у Скопљу (1897–1899), Битољу (1899–1901) и Солуну (1901–1903).
Његов уџбеник Земљопис: за I разред средњих школа публикован је 1900. године у Београду. Такође је с немачког превео уџбеник Михаела Гајстбека Основи математичке географије (Београд, 1893).